# Il carrettiere della "Provvidenza"
Il carrettiere della Provvidenza (titolo originale francese Le Charretier de la Providence, pubblicato in Italia anche col titolo Maigret si commuove e ora Il cavallante della «Providence») è un romanzo poliziesco di Georges Simenon con protagonista il commissario Maigret. È il secondo romanzo dedicato alle inchieste del celebre commissario.
Il romanzo è ambientato lungo un tratto del canale che, collegando la Senna e la Marna alla Saona, consente alle imbarcazioni di attraversare l'intera Francia, dal canale della Manica al Mar Mediterraneo. Il canale è solcato da imbarcazioni mercantili, da chiatte trascinate da cavalli che camminano lungo gli argini, accompagnati dai loro cavallanti, e - più raramente - da imbarcazioni da diporto.
Le chiuse consentono alle imbarcazioni di risalire i bacini dei fiumi e fungono da stazioni di passaggio in cui è possibile anche trovare vitto e alloggio presso l'abitazione del custode, adibita anche a osteria, trattoria e negozio.
Simenon conosceva perfettamente gli ambienti, i personaggi e i rituali dei canali navigabili del nord della Francia e delle loro chiuse perché, tra la fine degli anni Venti e l'inizio degli anni Trenta, visse stabilmente insieme alla prima moglie sull'imbarcazione di nome Ostrogoth, acquistata dall'autore. A bordo di essa Simenon ha navigato i canali tra Francia, Belgio e Paesi Bassi. Il romanzo fu scritto a bordo dell'Ostrogoth a Morsang-sur-Seine nell'estate del 1930 e pubblicato in Francia, da Fayard, nella primavera successiva.

## Trama
Presso la chiusa di Dizy, vicino alla città di Épernay, in una piovosa notte qualche ora prima dell'alba, un cavallante, frugando nella paglia della stalla in cui ha dormito, rinviene il cadavere di una donna strangolata. Il suo aspetto curato e il suo abbigliamento, più adatto a una serata mondana in città, contrastano in modo stridente con il luogo del ritrovamento.
La sera successiva giunge alla chiusa un battello da diporto capitanato da sir Walter Lampson, un colonnello inglese in pensione, che identifica la donna strangolata come sua moglie, Mary Lampson.
In questo romanzo viene presentato al lettore il "metodo Maigret", che consiste paradossalmente nell'assenza di un metodo. Il commissario si abbandona alle sensazioni che gli vengono suggerite dall'ambiente e dalle persone che lo abitano, assorbendo "come una spugna" fino a quando non intuisce la soluzione o una pista verso di essa. Quando viene inviato a indagare sull'accaduto, entra per la prima volta a contatto con il mondo dei canali e delle chiuse.
Lampson vive abitualmente nello yacht insieme alla moglie, a Willy Marco (uomo di fiducia del colonnello e amante della moglie), Gloria Negretti (amante del colonnello) e Vladimir (il marinaio), passando le giornate in navigazione sui canali francesi, in un'atmosfera spensierata e dissoluta, spesso in stato di ubriachezza. Nemmeno la notizia della morte di Mary distoglie Lampson e i suoi amici dal loro stile di vita e questo atteggiamento viene mal tollerato da Maigret. Il commissario concentra le sue indagini sul "Southern Cross", ma anche su altre chiatte presenti alla chiusa. Tra queste, la "Providence" e il suo taciturno carrettiere, Jean Liberge.
Tre giorni dopo ha luogo un secondo omicidio. Questa volta la vittima è Willy Marco, assassinato per strangolamento con modalità simile a quella usata per uccidere Mary. Alcuni indizi sembrano far sospettare Lampson, che riesce a ottenere dal giudice istruttore il permesso di recarsi in una propria casa di villeggiatura e rimanervi a disposizione dell'autorità giudiziaria. Lampson congeda Gloria Negretti e comincia a risalire il canale in fretta e furia. Maigret però non è convinto della colpevolezza di Lampson e cerca informazioni nel passato di Mary Lampson.
Maigret si getta all'inseguimento risalendo il canale in bicicletta. In una chiusa intermedia scopre che la sera della morte di Willy Marco, la "Providence" vi ha fatto sosta e che una bicicletta è stata abusivamente utilizzata per percorrere parecchi chilometri. La sera – dopo una corsa di 68 km sotto la pioggia – Maigret raggiunge il "Southern Cross" e la "Providence" a Vitry-le-François. Decide di interrogare Liberge, che però tenta il suicidio riuscendo a ferirsi gravemente. La verità viene presto chiarita: Liberge ha nella spalla un tatuaggio da ex-condannato ai lavori forzati. Da alcune ricerche Maigret stabilisce che il suo vero nome è Jean-Evariste Darchambeaux, medico a Tolosa e marito di Céline Mornet. Darchambeaux, per soddisfare i desideri di lusso della moglie, ha affrettato la morte di una vecchia e ricca zia di cui sarebbe stato erede: era stato però scoperto e condannato a 15 anni di bagno penale in Guyana francese. Céline Mornet aveva giurato di seguirlo, ma alla fine era rimasta in Francia cercando di rifarsi un'altra vita. L'esperienza nel bagno penale e la delusione dell'abbandono della moglie avevano fatto chiudere in sé stesso Darchambeaux, il quale, tornato in Francia, ha fatto perdere le proprie tracce, diventando il taciturno carrettiere Jean Liberge. La sua apparenza, rozza e trasandata, non fa sospettare minimamente di trovarsi davanti a un medico, e nel corso degli anni era riuscito a crearsi un universo di tranquillità con i cavalli e con l'affetto quasi materno della proprietaria della chiatta, Hortense Canelle. Questa sua serenità è stata però turbata quando, per caso, la "Providence" e il "Southern Cross" sono rimaste attraccate accanto. Liberge-Darchambaux ha riconosciuto in Mary Lampson sua moglie Céline, la donna per cui si è fatto inutilmente 15 anni di inferno. Quando si è fatto riconoscere, lei ha passato con lui alcune notti, forse per tacitare i propri sensi di colpa. Liberge però si è illuso di poter avere qualcosa di più e le aveva chiesto di rimanere a vivere con lui. Mary non era disposta a rinunciare alla vita lussuosa e spensierata del "Southern Cross" per vivere con un semplice carrettiere. Dunque, era scattato in Liberge l'impeto omicida. Rimasto poi ossessionato dal crimine compiuto, aveva deciso di tornare di nascosto in bicicletta a Dizy per cancellarne le tracce. Sorpreso, per caso, da Willy Marco, aveva commesso il secondo omicidio. Scoperta la verità, Maigret archivia il caso, lasciando l'ormai moribondo Liberge sulla "Providence", tra i suoi amati cavalli e le cure di Hortense Canelle.

## Film e televisione
Tre sono stati gli adattamenti per la televisione di questo romanzo:
- Episodio dal titolo The Crime at Lock 14, facente parte della serie televisiva Maigret, trasmesso per la prima volta sulla BBC il 10 dicembre 1963, con Rupert Davies nel ruolo del commissario Maigret.
- Episodio dal titolo Le charretier de La Providence, facente parte della serie televisiva Les enquêtes du commissaire Maigret per la regia di Marcel Cravenne, trasmesso per la prima volta su Antenne 2 il 14 giugno 1980, con Jean Richard nel ruolo del commissario Maigret.
- Episodio dal titolo Maigret et la croqueuse de diamants, facente parte della serie televisiva Il commissario Maigret per la regia di André Chandelle, trasmesso per la prima volta su France 2 il 16 febbraio 2001, con Bruno Cremer nel ruolo del commissario Maigret. In Italia l'episodio è apparso per la prima volta il 28 luglio 2007 col titolo Maigret e l'arrampicatrice sociale.

## Edizioni italiane
- Il carrettiere della Provvidenza, traduzione di Guido Cantini, Collezione I Libri neri. I romanzi polizieschi di G. Simenon n.3, Milano, Arnoldo Mondadori Editore, 1932.[1]
- Maigret si commuove, traduzione di Elena Cantini, Collana Le inchieste del commissario Maigret n.4, Milano, Arnoldo Mondadori Editore, 1966. - Collana Oscar n.458, Milano, Mondadori, 1973.
- Maigret si commuove, traduzione di Lea Grevi, Collana Oscar n.2063, Milano, Arnoldo Mondadori Editore, 1988.[2]
- Il cavallante della «Providence», traduzione di Emanuela Muratori, Collana gli Adelphi n.118, Milano, Adelphi, 1997, ISBN 88-459-1320-1.
- in  Romanzi, volume I, traduzione di Emanuela Muratori, Collezione La Nave Argo n.8, Milano, Adelphi, 2004, ISBN 978-88-459-1925-1.